# Zone industrielle de Douala-Bonabéri
La Zone industrielle de Douala-Bonabéri en abrégé ZIBO est un ensemble de lots de terres et d'infrastructures à Bonabéri où sont implantées plusieurs industries et sociétés telle la Cimencam. 

## Description
Plus de 70 entreprises industrielles y sont installées. Le taux de viabilisation estimé à 65%. ZIBO est l'une des deux zones industrielles de la Ville de Douala.
Les domaines d'activités couverts sont : Aciérie, Agro-alimentaire, Bâtiment et travaux publics, Brasseries, Cimenterie, Concessionnaire automobile, Engrais et pesticides, Métallurgie, Scierie, Tannerie, Traitement des déchets. Elle est située dans l'arrondissement de Douala IV.

## Gestion
| \| 500 km1:18 610 000 \| Yaoundé (114 ha) Bassa(150 ha) Ngaoundéré (115 ha) Djamboutou (90 ha) Bamenda (44 ha) Ombé (17 ha) Koumé (105 ha) Mandjou (120 ha) Bonabéri (192 ha) Bafoussam (28 ha) Kribi (3000 ha) Yassa (400 ha) Dibombari (300 ha) Nomayos (201 ha) Meyomessala (100 ha) |
| 500 km1:18 610 000 |

| 500 km1:18 610 000 |

| Zones industrielles existantes |
| Zones industrielles en projet  |
| (192 ha) Taille (en hectares)  |

La gestion de la zone industrielle de Douala-Bonabéri est assurée par la Mission de développement et d’aménagement des zones industrielles (Magzi) sous tutelle du Ministère des Mines, de l’Industrie et du Développement Technologique.

## Transports
Elle est une zone industrielle qui désengorge les activités du Port Autonome de Douala. En bordure du Wouri, elle est aussi desservie par voies terrestres et ferroviaire avec la voie du chemin de fer du nord; Douala-Ngaoundéré (le Transcamerounais).

## Galerie

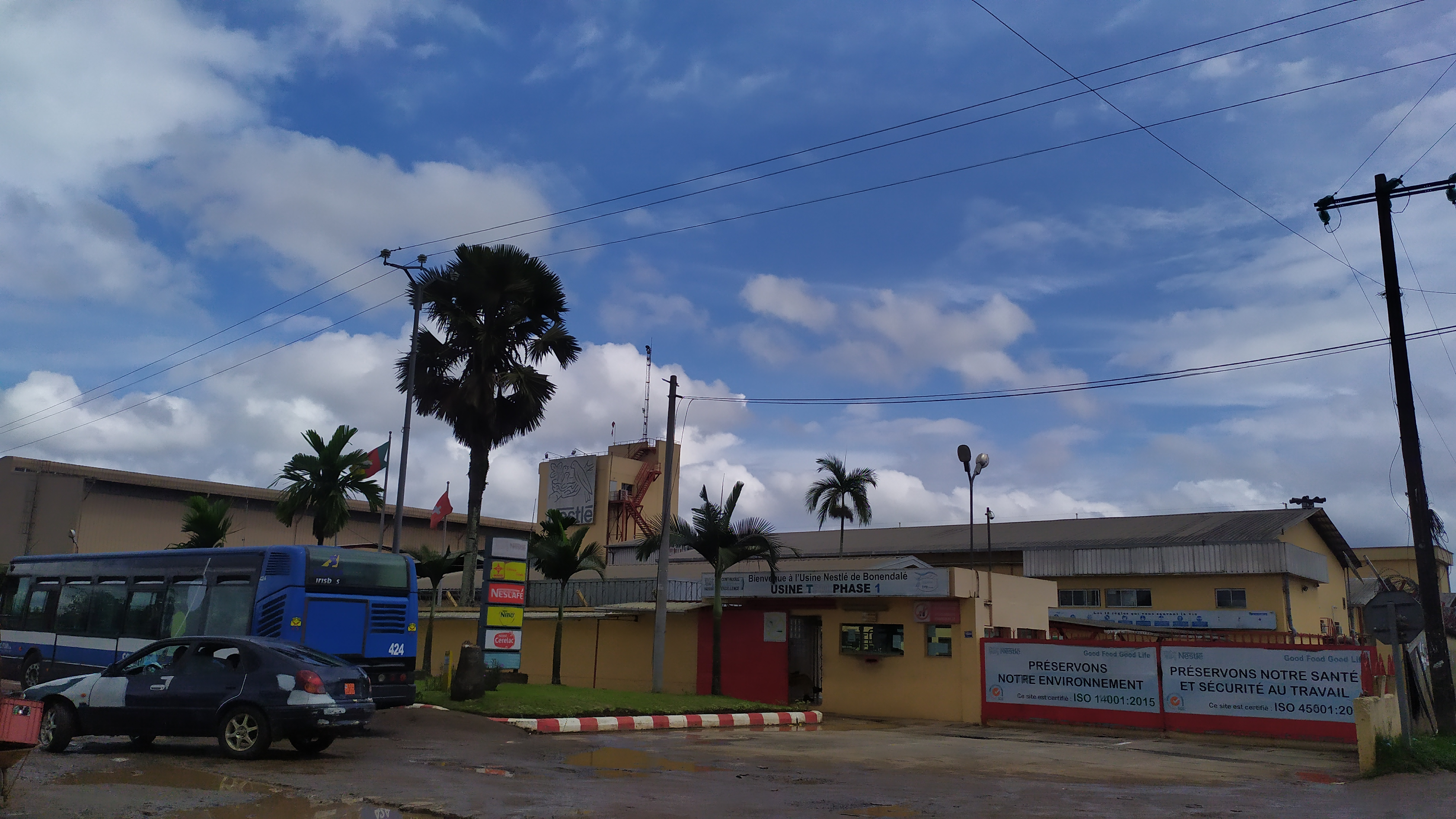
Usine Nestlé, Zone industrielle bonaberi
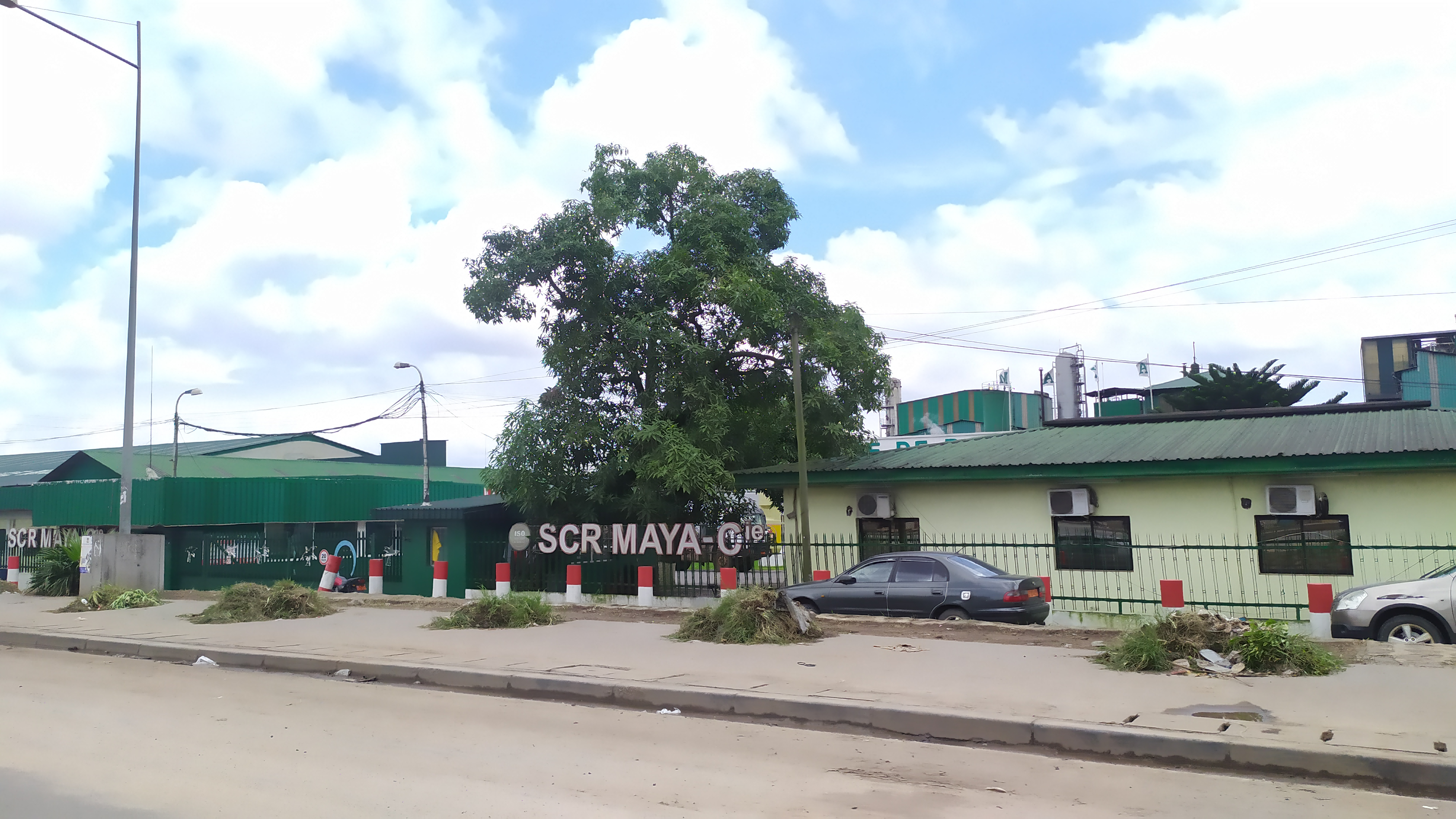
Usine SCR Maya dans la zone industrielle Bonaberi